# Underneath Your Clothes
Underneath Your Clothes – drugi singel promujący pierwszy anglojęzyczny album kolumbijskiej piosenkarki Shakiry. Był jednym z dwudziestu najlepiej sprzedających się singli w latach 2000-2009. Sprzedano go w liczbie ponad 5 mln kopii.

## Listy przebojów
| Notowanie                                | Najwyższa pozycja |
| ---------------------------------------- | ----------------- |
| Australia ARIA Singles Chart             | 1                 |
| Austrian Singles Chart                   | 1                 |
| Belgian Singles Chart                    | 1                 |
| Canadian Singles Chart                   | 11                |
| Canada BDS Airplay Chart                 | 8                 |
| Dutch Top 40                             | 1                 |
| Irish Singles Chart                      | 1                 |
| Mexican Top 100                          | 1                 |
| Peru Airplay Chart                       | 1                 |
| Portugal Airplay Chart                   | 1                 |
| MuchMusic Canada                         | 1                 |
| Argentina Top 100                        | 2                 |
| France Singles Chart                     | 2                 |
| German Singles Chart                     | 2                 |
| Hong Kong Singles Chart                  | 2                 |
| New Zealand RIANZ Singles Chart          | 2                 |
| U.S. Billboard Hot 100                   | 9                 |
| U.S. Billboard Hot 100 Airplay           | 19                |
| U.S. Billboard Hot Dance Music/Club Play | 51                |
| UK Singles Chart                         | 3                 |
| United World Chart                       | 2                 |